# Assani Lukimya-Mulongoti
Assani Lukimya-Mulongoti (Uvira, 1986. január 25. –) Kongói DK-német labdarúgó, a német SV Werder Bremen hátvédje.